# Solana de Mascaró
La Solana de Fontana és una solana del terme municipal de Castell de Mur, dins de l'antic terme de Guàrdia de Tremp, al Pallars Jussà. Es troba en territori de l'antiga quadra de l'Espona.
Està situada a l'esquerra de la llau de Mascaró, al sud de l'Obac del Barranc de l'Espona i al nord de l'Obaga de Ponet.